# Заграде
Заграде е бивше село в Югозападна България, присъединено към село Гърмен, община Гърмен, област Благоевград.

## География
Заграде се е намирало в Неврокопската котловина в долното течение на река Канина.

## История
До 1934 името на селото е Хисарлъка. От документ от 1854 година е видно, че много от жителите на Заграде са мобилизирани по време на Кримската война (1853 – 1856). В 1864 година в селото е построена църквата „Свети Георги“, а в 1872 година е открито българско училище. В „Етнография на вилаетите Адрианопол, Монастир и Салоника“, издадена в Константинопол в 1878 година и отразяваща статистиката на населението от 1873 година Есирлик (Assirlik) е посочено като село с 84 домакинства и 290 българи. В 1889 година Стефан Веркович (Топографическо-этнографическій очеркъ Македоніи) отбелязва Гисирлик (Исирлик) като село с 84 български къщи.
В 1891 година Георги Стрезов споменава селото два пъти:
| „ | Исарлък, село на С на север от Неврокоп 1 1/2 ч. Сградено е на каменисто и стръмно място в подножията на Пирин; къщята изглеждат натрупани една въз друга. Наоколо пространни ливади; поминуват си с продавание сено; има и рибари. Църква и училище български; 22 ученика, 90 къщи българе. | “ |

| „ | Есирлък, отвъд Канина, 1/4 ч. от Фотовища на И. Равно поле, сгодно за земледелие. Излизат всичките житни произведения. 35 къщи българе. Местно едно предание разазва, че тук бил някога старият град Неврокоп. Развалини от стена и сега се забелязват на И от селото. | “ |

Към 1900 година според статистиката на Васил Кънчов („Македония. Етнография и статистика“) в Хисарлъкъ (Сисрликъ, Градище) живеят 420 българи-християни.
В началото на XX век селото е под върховенството на Българската екзархия. По данни на секретаря на екзархията Димитър Мишев („La Macédoine et sa Population Chrétienne“) през 1905 година в Хисарлик (Hissarlik) има 304 българи екзархисти. По данни на Неврокопската митрополия в 1907 година в селото има 450 българи християни.
В рапорт до Иларион Неврокопски от 1909 година селото е определено като „чисто българско“ и пише:
| „ | С. Хисарлъка... Почвата е плодородна. Има 40 къщи с 200 души население. Селяните се занимават със земеделие, скотовъдство и дюлгерлък. Селото е било чифлик. Сега къщите са на селяните. Нивите са на Мухамедали бей, някои са изкупили по някоя нива. Общината е оратска. Имат добър приход от воденищата, които дават под наем на 150 помаци. Църквата „Св. Георги“ е съградена 1866 г. Училището е ново, съградено е преди 4 години... Селяните участват в селските общински работи. Накрай селото се намира манастирът „Св. Неделя“, който е открит през 1902 г. от Стоян Мариков Потоков. Храмовият празник на манастира е 7. VIII. Събират се селяни от околните села на поклонение. | “ |

Селото е освободено от османска власт през октомври 1912 година по време на Балканската война от Седма рилска дивизия. Тринадесет души от Хисарлъка се включват като доброволци в Македоно-одринското опълчение.
След Междусъюзническата война селото остава в България. В 1934 селото е прекръстено на Заграде, а в 1959 година е слято с Гърмен.

## Личности
Родени в Заграде
- Георги Костов (1810 – 1890), български общественик
- Кирил Поппетков Стойлов, български военен деец, подпоручик, загинал през Втората световна война[12]
- Никола Алексов, македоно-одрински опълченец, 48-годишен, дюлгерин, Нестроева рота на 10 прилепска дружина[13]
- Стоян Ст. Арабаджийски, македоно-одрински опълченец, четата на Георги Мяхов[14]